# Michaela Nösig
Michaela Nösig (* 7. Februar 1988) ist eine ehemalige österreichische Skirennläuferin. Ihre stärksten Disziplinen waren der Slalom und die Super-Kombination. Sie wurde 2006 Österreichische Meisterin in der Kombination und erreichte einen Podestplatz im Europacup.

## Biografie
Michaela Nösig erlernte im Alter von drei Jahren das Skifahren, ihr älterer Bruder Christoph wurde ebenfalls Skirennläufer. Ihre schulische Ausbildung absolvierte sie an der Skihauptschule Neustift und am Skigymnasium Stams. Ihre ersten FIS-Rennen fuhr Nösig im Dezember 2003. Zwei Jahre später startete sie erstmals im Europacup, nachdem sie 2005 in den Nachwuchskader des Österreichischen Skiverbandes (ÖSV) aufgenommen worden war. Den ersten großen Erfolg feierte sie bei den österreichischen Meisterschaften 2006. Mit den Plätzen 6 im Slalom, 9 im Riesenslalom und 13 in der Abfahrt wurde sie Staatsmeisterin in der Kombination. Im folgenden Jahr wurde sie Österreichische Juniorenmeisterin im Slalom. Am 27. November 2007 fuhr Nösig mit dem fünften Platz im Slalom von Rovaniemi erstmals im Europacup unter die besten zehn, im Jänner folgte ein neunter Platz im Slalom von Turnau. Bei der Juniorenweltmeisterschaften 2008 erreichte sie den sechsten Platz in der Kombinationswertung. Nach dem Winter stieg sie vom Nachwuchs- in den B-Kader auf.
In der Europacupsaison 2008/09 fuhr Nösig in den Super-Kombinationen von Caspoggio und Tarvisio auf den vierten bzw. fünften Platz und belegte damit in der Disziplinenwertung Rang sechs. Im nächsten Winter fuhr sie in den beiden Europacup-Super-Kombinationen auf die Plätze acht und fünf und konnte sich damit in der Disziplinenwertung um einen Rang verbessern. Bei der Hallen-Europameisterschaft 2009 am 7. November erzielte sie den 14. Platz. Drei Wochen später gelang ihr mit Rang drei im Slalom von Funäsdalen der erste und einzige Podestplatz im Europacup. Am 12. Jänner 2010 nahm Nösig erstmals an einem Weltcuprennen teil, konnte sich bei dem Slalom in Flachau jedoch nicht für den zweiten Lauf qualifizieren. Auch bei zwei weiteren Weltcupstarts in der Saison 2010/11 – die ihre letzten blieben – kam sie nicht in den zweiten Durchgang. Nach drei Jahren im B-Kader gehörte Nösig in der Saison 2011/12 keinem Kader des Österreichischen Skiverbandes mehr an. Sie kam zu Beginn des Winters noch bei zwei Europacuprennen zum Einsatz und nahm danach bis Saisonende an FIS-Rennen teil. 2012 beendete sie ihre Karriere.

## Erfolge

### Juniorenweltmeisterschaften
- Formigal 2008: 6. Kombination, 11. Slalom, 15. Super-G, 17. Abfahrt, 29. Riesenslalom

### Europacup
- Saison 2008/09: 6. Super-Kombinations-Wertung
- Saison 2009/10: 5. Super-Kombinations-Wertung
- 1 Podestplatz

### Weitere Erfolge
- Österreichische Meisterin in der Kombination 2006
- Österreichische Juniorenmeisterin im Slalom 2007
- 1 Sieg in einem FIS-Slalom